# Paradipus ctenodactylus
Paradipus ctenodactylus és una espècie de mamífer rosegador de la família dels dipòdids. Viu a l'Iran, el Kazakhstan, el Turkmenistan i l'Uzbekistan. S'alimenta de llavors, herba i brots tendres, especialment de sacsaül blanc. El seu hàbitat natural són els deserts sorrencs amb matolls. Es desconeix si hi ha cap amenaça significativa per a la supervivència d'aquesta espècie.